# Oswaldo Alanís
Pour les articles homonymes, voir Oswaldo et Alanís.
Oswaldo Alanís Pantoja (né le 18 mars 1989 à Morelia au Mexique) est un footballeur international mexicain qui joue au poste de défenseur central.

## Biographie

### Carrière en club
Il joue plusieurs matchs en Copa Libertadores et en Ligue des champions de la CONCACAF.

### Carrière en sélection
Oswaldo Alanís reçoit sa première sélection en équipe du Mexique le 6 septembre 2014, en amical contre le Chili (score : 0-0). Il inscrit son premier but le 9 octobre 2014, en amical contre le Honduras (victoire 2-0).
Il participe avec l'équipe du Mexique à la Copa América 2011, mais sans jouer le moindre match. Il participe ensuite à la Gold Cup 2015. Il joue trois matchs lors de ce tournoi. Le Mexique remporte la compétition en battant la Jamaïque en finale.
Il marque son deuxième but avec le Mexique en juin 2017, contre le Honduras. Ce match gagné 3-0 rentre dans le cadre des éliminatoires du mondial 2018. Il est ensuite retenu afin de participer à la Coupe des confédérations 2017 organisée en Russie.

## Palmarès

### Palmarès en club
| - Championnat du Mexique (1) : - Champion : 2015 (Clôture). - Coupe du Mexique (1) : - Vainqueur : 2014 (Ouverture). |

| - Championnat du Mexique (1) : - Champion : 2017 (Clôture). - Coupe du Mexique (1) : - Vainqueur : 2015 (Ouverture) - Finaliste : 2016 (Ouverture). - Supercoupe du Mexique (1) : - Vainqueur : 2017 |  | - Ligue des champions de la CONCACAF : - Vainqueur : 2018 |

### Palmarès en sélection
Mexique
- Gold Cup (1) :
  - Vainqueur : 2015.